# Mother Keeper
MOTHER KEEPER (マザーキーパー) es un manga shonen y de ciencia ficción hecho por el mangaka Kairi Sorano (空廼カイリ, Sorano Kairi) publicado en el 2006 por la editorial Mag Garden. Todavía está en producción con 8 tomos hasta la fecha.

## Sinopsis
El mundo está dividido en dos clases de personas: los que habitan en el "interior" de EDEN, y los que viven en el "exterior" del mismo. Dentro de EDEN hay aire limpio y agua, un verdadero paraíso. Pero EDEN no puede contener todos los pueblos del mundo. EDEN de hecho empeoró las cosas para los de fuera. Debido a esto, grupos rebeldes tales como COSMOS se han formado. Ricalna Forde es un miembro del grupo de resistencia COSMOS, cuya misión es infiltrarse en los cuarteles generales de EDEN y destruir la "CPU Central" que controla todo EDEN. Ricalna consigue llegar él solo hasta la CPU sin encontrarse casi resistencia, lo que resulta muy sospechoso... ¿Dónde esta la CPU Central? Pero allí hay alguien esperándolo. Alguien con habilidades que no parecen humanas ¿Conseguirá Ricalna cumplir la promesa que le hizo a su hermana Renna de volver junto a ella o puede que ni su cuerpo ni su vida vuelvan a ser lo mismo desde ahora?

## Personajes
- Ricalna Forde: joven huérfano miembro de COSMOS y más tarde Mother Keeper de EDEN. Ricalna fue asesinado y más tarde reconstruido como cyborg guardián de la CPU Central de EDEN. Ricalna posee un gran sentido del deber y una sólida base moral, pero distintos acontecimientos hacen que se replantee su condición como rebelde. Poco a poco, Ricalna se ve enfrentado a fuerzas distintas ¿Rebelde o Guardián? Porta consigo dos pistolas de gran calibre bautizadas por Jimu como Diabolos. Aunque Ricalna es de pelo azabache de nacimiento, durante su conversión a cyborg su pelo cambió de color a rubio y su ojo izquierdo muestra un puntero. Sus ropas también cambiaron y viste un largo abrigo sin mangas de color rojo y botas altas.

- Lennard Forde: alias Renna, es la hermana menor de Ricalna. En primera estancia no presenta un gran papel, pero más tarde se une a COSMOS con la intención de vengar a su hermano, que cree muerto. Su sed de venganza es tal que no reconoce al Ricalna cyborg cuando lo ve.

- Griam: líder de COSMOS. Griam acogió a Ricalna y Renna en COSMOS y más tarde entrenó a Ricalna en combate para ser uno de sus soldados más valiosos. Griam solo desea apoderarse del control de EDEN capturando a MOTHER, por lo que realiza varios intentos para robarla. Para los miembros del equipo, Griam es como un padre para ellos, en especial para Ricalna. Actualmente está cuidando a Renna.

- Syal Fineded: Mother Keeper con aspecto de chica de la misma edad que Ricalna. Pese a que inicialmente parece simpática, tranquila y de carácter abierto y burlón, cambia radicalmente cuando entra en combate, volviéndose violenta y perdiendo el control. Syal no tarda en hacer amistad con Ricalna pese a la apatía de este, demostrando su simpatía en todo momento. Pese a que parece atolondrada y torpe, Syal puede ser muy seria llegado el momento. Según el teniente general Hugh Reid del ejército de EDEN, Syal era una esclava de un barrio bajo antes de formar parte de los Mother Keepers.

- Jimu Cleese: encargada de vigilar a los Mother Keepers y repararlos. Jimu cree que todos los grupos de la resistencia que están en contra de EDEN es por pura envidia de los recursos de que dispone, pero a la vez siente una extraña atadura hacia los que forman la Zona Cero de la Torre de Control de la CPU.

- Lint Kaiser: Mother Keeper. Estoico y distante, Lint tiende a mantener la calma y suele meterse con Ricalna por cualquier o ninguna razón en especial. Es el cerebro de la tríada de Keepers, conectándose al sistema de seguridad de la Zona Cero de la Torre de Control de EDEN y dando valiosos datos sobre la posiciónd de los enemigos o cómo moverse en el terreno. También se encarga de la defensa de la Torre mediante el uso de ciertos escudos de seguridad. Según el teniente general Hugh Reid, Lint era un asesino que mató a mucha gente antes de formar parte de los Mother Keepers.

- Torukisu Geraford: líder del grupo rebelde Chaos Tide. Es un cyborg de la misma serie que Ricalna, pero a diferencia de él, Torukisu fue fabricado en los barrios bajos por un científico llamado Adam. Sádico y sin piedad, Torukisu solo busca la destrucción total de todo.

- Adam: creador de Torukisu. Su identidad se mantiene de momento en la sombra, pero parece ser que Jimu Cleese le conoce de algo.

- MOTHER: la denominada "CPU Central". Tiene aspecto de niña pequeña y no habla. Se desconoce todavía si es igual que los Keepers o su función es más específica, así como su historia.